# Parpeçay

Parpeçay este o comună în departamentul Indre, Franța. În 1 ianuarie 2018 avea o populație de 222 de locuitori.